# Саранчино (Полтавская область)
Саранчино (укр. Саранчине) — село,
Корсуновский сельский совет,
Лохвицкий район,
Полтавская область,
Украина.
Код КОАТУУ — 5322683406. Население по переписи 2001 года составляло 39 человек.

## Географическое положение
Село Саранчино находится в 6-и км от левого берега реки Сула,
в 1,5 км от села Волковское.

## История
- 1860 — дата основания как село Перовщина.
- 1929 — переименовано в село Саранчино.